# A-5 Vigilante
North American A-5 Vigilante a fost un bombardier supersonic foarte avansat folosit în rolul de lovituri nucleare, ambarcat pe portavion, proiectat pentru United States Navy.

## Configurație
Atunci când a fost introdus, avionul era unul dintre cele mai complexe. Dispunea de aripă în săgeată montată în partea superioară a fuzelajului, cu suprafețe de control înclinate pentru a îmbunătăți portanța la viteze reduse, două motoare turboreactoare General Electric J79 și un singur ampenaj vertical de dimensiuni mari. Aripile, ampenajul vertical și radomul din "nas" se pliau pentru serviciul pe portavion. 

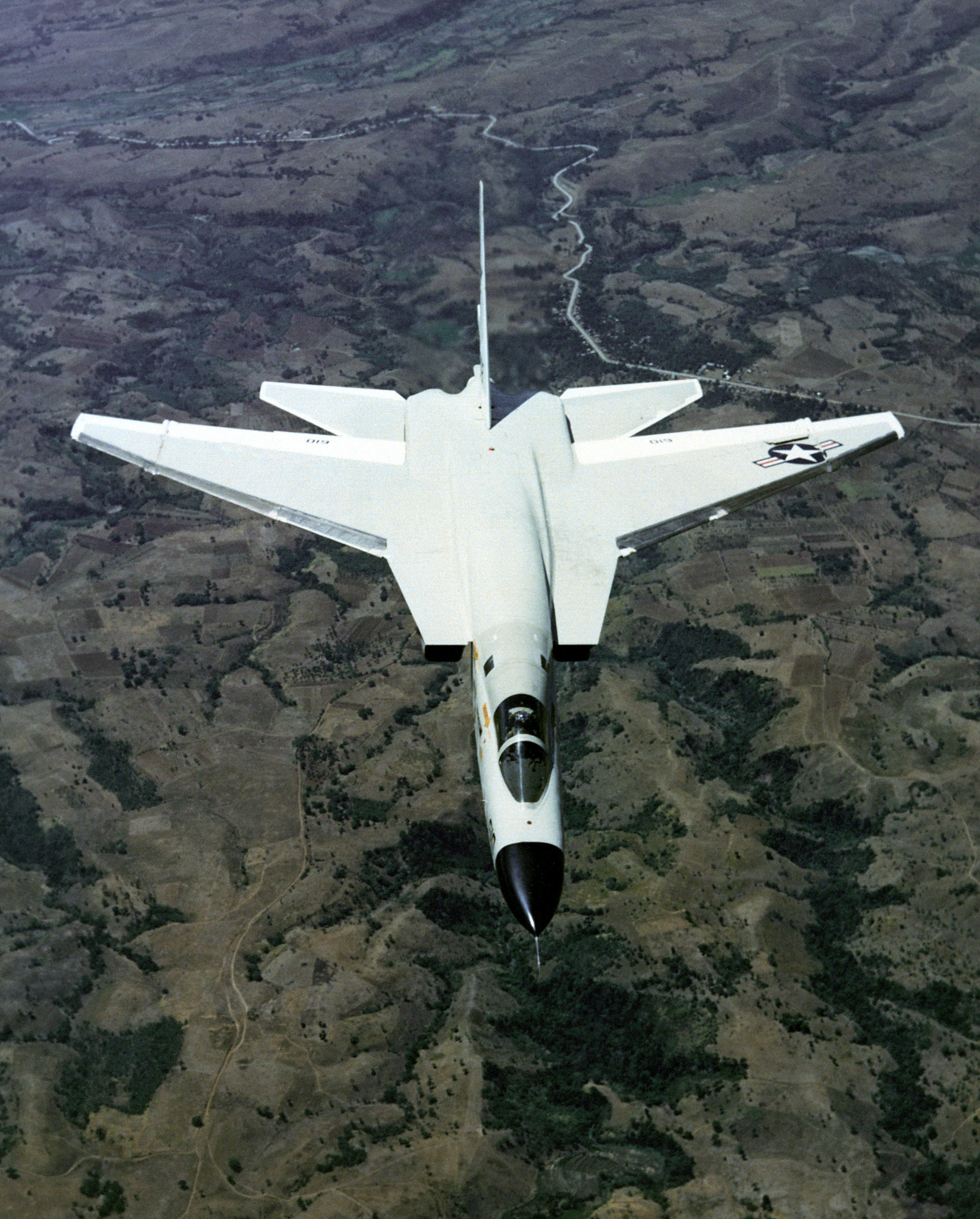
A-5 Vigilante

Vigilante avea o electronică extrem de avansată și complexă pentru acea vreme. Dispunea de unul dintre primele sisteme electronice de control al zborului (fly-by-wire) instalate pe un avion operațional (cu rezervă mecanică/hidraulică). De asemenea, un sistem computerizat AN/ASB-12 de navigație/atac cu head-up display (unul dintre primele),  radar multi-mod, navigație inerțială, camera TV cu circuit închis situată sub nas. Un computer digital timpuriu VERDAN (Versatile Digital Analyzer) care se ocupa de gestionarea acestor funcții. 